# 桑実寺縁起絵巻
『桑実寺縁起絵巻』（くわのみでらえんぎえまき）は、室町時代末期の1532年（天文元年）に制作された絵巻物。上下巻。紙本著色。現在の滋賀県近江八幡市と東近江市の市境にある、繖山（きぬがさやま）山腹にある桑実寺の由来と、その本尊である薬師如来の化現（けげん）などを表す。桑実寺所蔵。重要文化財。
室町幕府第12代将軍足利義晴が発願し、後奈良天皇と青蓮院尊鎮法親王（しょうれんいん・そんちんほうしんのう）の兄弟と三条西実隆の三人が詞書（ことばがき）を、土佐光茂が絵を担当した。

## あらすじ

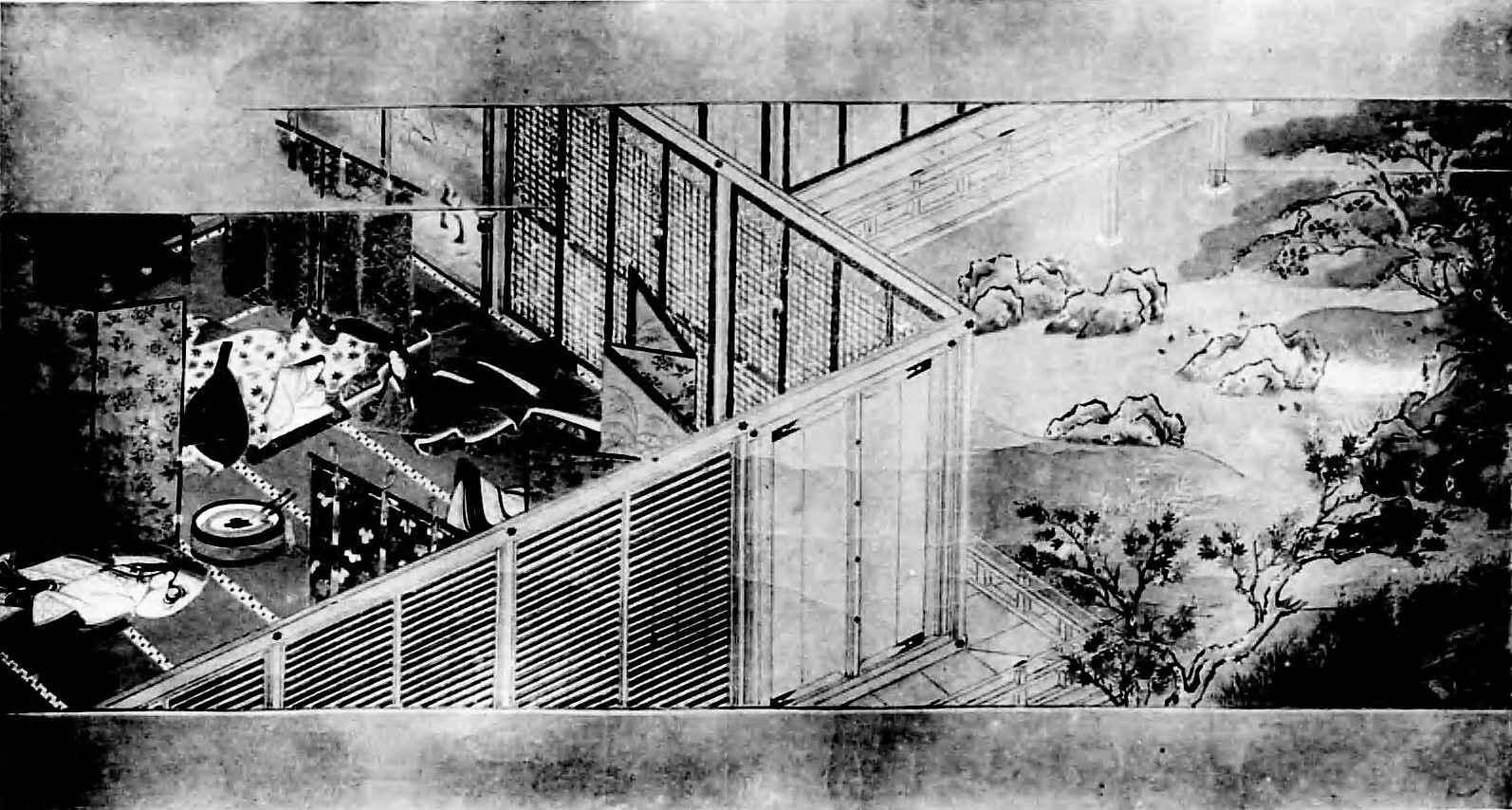
上巻第2段より、阿閇姫が病床で見た夢を侍女に語る場面。

絵巻のあらすじは以下の通りである。上巻4段、下巻3段からなる。
上巻
1. 物語は天地開闢（かいびゃく）まで遡る。海上から生えた桑の巨木が三つの実を生み、そのうちの一つが桑実山（＝繖山）になり、あとの二粒は烏と兎に変じた。聖徳太子が33歳の時、厄払いとして当地に千手観音を祀り[注釈 4]観音正寺[注釈 5]を建立し、西国三十三所の一山となる。そして桑実寺は不老不死の霊場となる。以下に薬師如来の由来を記す。
2. 天智天皇が近江に都を置いた時[注釈 6]、四女の阿閇（あべ）姫[注釈 7]が病を得るが、病床で琵琶湖から経を唱える声と湖面が光る夢を見、侍女にその内容を伝える（白黒画像参照）。
3. 天皇がその夢について、崇敬する定恵和尚に問うと、「琵琶湖には、八大龍王の変化（へんげ）である弁才天が居られ、湖底には龍宮があり、姫を治癒する如来がおわします。」と言上（ごんじょう）する。
4. 定恵が法要を行うと、琵琶湖からまぶしい光が発し、薬師如来が化現した。光を浴びた阿閇姫は忽ち快癒する。場面は唐崎の松[注釈 8]で掉尾となる。

下巻
1. 薬師如来は、湖中より現れた水牛（帝釈天の本地）に乗り、湖上を飛ぶ。陸上に着くと、馬（梵天の本地）に乗り換え、田畑や庵の上を飛び、桑実山山腹に降り立つ。そこに仏足石が残った。その地に桑実寺が建立され、定恵による法要が行われる。
2. 元明天皇（即位した阿閇姫）は桑実山へ行幸し[注釈 9]、仏足石を拝して「三十あまり二のすがたそなへたる むかしの人のふめる跡ぞこれ」と歌を詠む。天皇は龍王の女（むすめ）であった。寺には貴賤男女が参詣し、繁栄ぶりがうかがえる（カラー画像参照）。
3. 薬師如来の脇侍である日光菩薩・月光菩薩に十二神将、8万4千騎の夜叉も化現し、大団円を迎える。

## 制作の背景とその過程

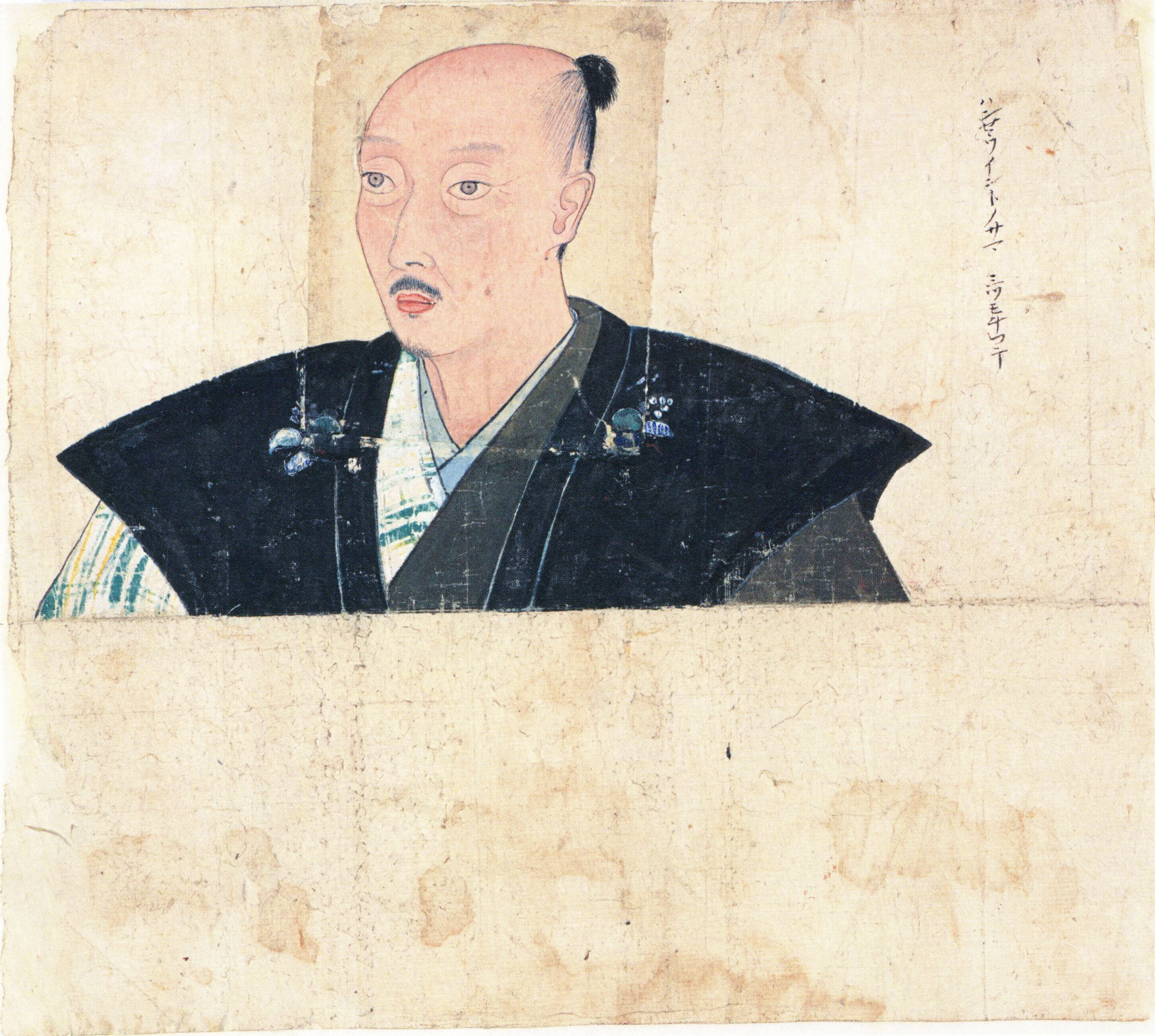
土佐光茂筆『足利義晴像紙形』京都市立芸術大学芸術資料館所蔵。光茂は1550年（天文19年）5月3日に義晴像下絵を描いたが、翌日に義晴は死去した。

足利義晴は、管領細川高国に擁立され、将軍職に就いた。しかし、1527年（大永7年）、桂川原の戦いで、高国が柳本賢治・三好政長ら反高国派に敗れたことで、高国と義晴らは京都を追われ、近江各地を転々とし、1531年（享禄4年）、この地の守護であった六角定頼の庇護を得て、桑実寺に仮幕府を構えた。
寺僧から寺の由来を聞いた義晴は、縁起絵巻の奉納を思い立ち、絵巻制作の経験が豊富な三条西実隆に制作を依頼した。翌1532年（享禄5年）1月、実隆は、史料が乏しく難渋しながらも、わずか8日で草案を仕上げた。清書（きよがき）は上巻の第1段と上下巻外題を後奈良天皇より賜り、残りを実隆と尊鎮法親王が分担した。絵師は義晴が土佐光茂を指名した。
そして、1532年（天文元年）8月17日、将軍義晴の花押が記され、絵巻は完成し、本尊へ奉納された。
なお、奉納日は、実隆の叔父である甘露寺親長の三十三回忌でもあった。実隆は6歳で父公保を亡くし、親長は父に代わる存在であった。奉納日と忌日が重なったのは、偶然ではなく、「老獪なる公家は、若き流浪の将軍による絵詞執筆依頼を、みずからの親族供養へと巧みに転化した」のである。
上巻の第3段に登場する定恵は、藤原鎌足の長男で不比等の兄にあたる人物だが、これは京を離れざるを得なかった義晴が、自らの為政者としての正統性を訴えるべく、近江に都を置いた天智天皇と共に絵巻に取り入れたと考えられる。また、薬師如来の加護を受けて、京へ帰還する願いも込められていたのではないとみられる。
この絵巻を上下合わせて7段としたのは、実隆が七仏薬師を意識したからではとの説がある。

## 詞書の分担
各段詞書の書風および本絵巻以外の遺墨から照合すると、各段の担当は以下のように推察される。かつて別の説があったが、本記事では、榊原悟説を掲載する。
後奈良天皇が染筆した上巻第1段の料紙には、金泥で蝶と鳥が描き散らされており、宸筆であることが如実に示されている。
|       | 上巻       | 下巻       |
| ----- | ---------- | ---------- |
| 第1段 | 後奈良天皇 | 青蓮院尊鎮 |
| 第2段 | 青蓮院尊鎮 | 三条西実隆 |
| 第3段 | 青蓮院尊鎮 | 三条西実隆 |
| 第4段 | 三条西実隆 | —          |

## 絵・詞の特徴・評価
榊原悟は、全編に金泥を下地にし、濃彩と丁寧な描線を引くのが、絵巻の特徴と述べる。
画面上下の大部分および中央部にも、場面に応じて白緑（びゃくろく）のすやり霞が覆っているが、これは室町後期の絵巻に共通する。金泥もすやり霞に用いられている。
上巻1段冒頭の、あまりに大きな桑の木については奉納者の義晴を表すと推察される 。また、三粒の種を、薬師如来・日光菩薩・月光菩薩に見立てる説もある。
上巻第1段の伽藍は、下巻第1・2段の伽藍と配置が異なっている点、及び詞書で言及がある点から、桑実寺ではなく、観音正寺を描いたと考えられる。うねった田んぼの描写も、これまでの日本絵画には見られない表現で、光茂筆では「日吉山王祇園祭礼図屏風」 （サントリー美術館蔵）にも見られるが、このような表現を、土屋貴裕（東京国立博物館）は「バロック的」と評する。
下巻1段での、馬に乗って飛ぶ如来らの眼下に広がるパノラマ風景は、それまでの絵巻に見られないものだが、安土山らの稜線を含む描写は、写生に基づいていることが確認された。
下巻1・2段での本堂を見比べると、杮葺から檜皮葺に変わっている。後者の方が建造・維持に手間がかかるので、その点から、寺の繁栄がうかがえる。松木裕美（東京女学館大学）は、これら伽藍の描写は、上巻第1段の観音正寺を含め、創建当時の復元図ではなく、光茂が描いた当時の状況であろうとする。桑実寺は天台宗に属するが、本堂の屋根が大きく反った点は、禅宗の影響が見られるとする。
下巻第3段の諸仏化現について、並木誠士（京都工芸繊維大学）は「縁起としてふさわしい」締めと述べる。亀井若菜（滋賀県立大学）は、将軍義晴に仏の加護があるよう、帰京できるよう祈願したのだと読み解く。
相澤正彦（成城大学）は堂宇の描写に唐絵の影響がみられるとし、新時代のやまと絵を創出したと述べる。若杉準治（京都国立博物館）は、「當麻寺縁起絵巻」や「長谷寺縁起絵巻」といった、他の光茂作と異なり、濃彩が用いられている点について、「春日権現験記」や「玄奘三蔵絵」等、高階隆兼の絵巻に感銘を受けた、三條西実隆の影響があるのではと、推察する。
並木誠士は、光茂が絵所預の絵師だから、上質な出来であることは当然とし、髙岸輝（あきら・東京大学）は、本絵巻を「光茂様式の頂点」と見なし、相澤正彦は、光茂作品が16世紀やまと絵のなかで群を抜いて完成度が高いと述べる。
堂宇や上巻第2段で見られる、吹抜屋台での定規引き描写など、光茂の運筆の巧みさが窺えるが、1960年代までの美術史研究者の間では、本絵巻の評価は高くなかった。
上巻1段の宸筆について、髙岸輝は、「大ぶりの文字、くっきりとした濃墨、粘りのある強い筆運び」とし、「威風堂々たる王者の書」「数ある日本の絵巻の中で、これほど格調高い詞書はない」と述べる。